# كينيث ووماك
كينيث ووماك (بالإنجليزية: Kenneth Womack)‏ هو صحفي أمريكي، ولد في 24 يناير 1966 في هيوستن في الولايات المتحدة.